# Rezonanční struktura
Rezonanční struktura je vzorec jedné z hraničních struktur dané sloučeniny. Rezonanční struktury se používají pro sloučeniny, jejichž strukturu nelze spolehlivě vyjádřit jedním vzorcem. Jednotlivé rezonanční struktury mezi sebe neustále přecházejí (což se značí obousměrnou šipkou ↔).
Rezonanční hybrid je shrnutí rezonančních struktur do jednoho vzorce.
|                                                            |                    |
| Rezonanční struktury ozonu, benzenu a propenového kationtu | Rezonanční hybridy |

## Pravidla psaní rezonančních struktur
1. Ve strukturních vzorcích je nutné vyznačit vazby, nepárové elektrony, náboje a nejlépe i volné elektronové páry.
2. Nelze měnit polohu atomů a jejich vazebné umístění (tzn. nelze přesouvat σ-vazby).
3. Mohou se přemisťovat pouze π-elektrony, nepárové elektrony a volné elektronové páry.
4. Součet všech π-elektronů, nespárovaných elektronů a volných elektronových párů musí být stejný. Také celkový náboj molekuly musí být stejný.
5. Musí být dodrženo „oktetové pravidlo“: součet všech elektronů v „širokém“ okolí atomu musí být ≤8.
6. Posouváme minimální možný počet elektronů na co nejmenší vzdálenosti. Větší posuny rozdělíme na kratší kroky. Změnu je vhodné vyznačit šipkou.
7. Ekvivalenci rezonančních struktur značíme obousměrnou šipkou ↔.